# Tougan
Tougan è un dipartimento del Burkina Faso classificato come città, capoluogo della provincia  di Sourou e  della regione di Sourou.
Il dipartimento si compone del capoluogo e di altri 33 villaggi: Basbatenga, Bompela, Bonou, Boaré, Boussoum, Da, Daka, Dalo, Dimboro, Diouroum, Dissi, Gonon, Gorombouli, Goron, Gosson, Guimou, Kassan, Kawara, Kirstenga, Kouy, Largogo, Namassa, Nassan, Niankore, Panian, Papale, Sissile, Toaga, Touare, Toungare, Wattinoma, Yeguere e Zinzin.